# Juacas
Juacas foi uma série de televisão brasileira produzida pela Cinefilm e Chatrone para o Disney Channel Brasil, e exibida originalmente de 3 de julho de 2017 a 2 de agosto de 2019. Foi a segunda série nacional original Disney Channel, após Que Talento!.

## Produção
A produção se iniciou em março de 2016 nas praias de Itacaré, no estado da Bahia, no Brasil, a série tem como foco o tema do surf. 
"Juacas traz a história de superação, da relação entre pais e filhos, dos conflitos pessoais e dos amores. A série reforça também os valores, como trabalho em equipe e hábitos de vida saudável de uma forma simples e divertida através da prática de esporte e o contato com a natureza. Estamos orgulhosos de mais uma aposta regional com talentos locais e de um conteúdo que certamente vai encantar a todos, e com certeza vai gerar uma forte conexão emocional com a audiência", afirmou Cecília Mendonça, vice-presidente e gerente geral do Disney Channel Latin America.
"O personagem do Nuno Leal Maia é o mestre com experiência e sabedoria, que volta para cuidar da equipe, ensinando a paciência de esperar a onda certa, a disciplina do treinamento. E Dona Juma é a mãezona da galera; ela conhece todo mundo, sabe tudo o que está acontecendo; ela é muito sábia, sabe o que falar, e tem sua força feminina intuitiva", comenta a showrunner e criadora da série Carina Schulze.
A equipe de produção e o elenco ficou cerca de 6 meses em Itacaré, na Bahia, para concluir as gravações da série. Em janeiro de 2018 a série foi renovada para uma segunda temporada. Esta segunda temporada está programada para estrear em abril de 2019, e Carina Schulze, a criadora da série, não terá envolvimento nela.
Em fevereiro de 2018 foi revelado que a telenovela Soy Luna e Juacas compartilham o mesmo universo e têm conexão, com os antagonistas Gary López (recorrente em Juacas; regular na terceira temporada de Soy Luna) e Sebastián (regular em Juacas; participação na terceira temporada de Soy Luna). Ainda em 2018 vazaram fotos de que Ámbar Smith (antagonista principal de Soy Luna) participaria na segunda temporada de Juacas. Esta segunda temporada teve a saída de Isabela Souza e Eike Duarte, Brida e Marcelo, respectivamente, do elenco principal da série. Ambos envolvidos em outras produções, Eike como um dos personagens principais de Malhaçãoː Vidas Brasileiras, e Isabela como a protagonista da nova produção do Disney Channel América Latina, BIA. Em abril de 2018 o Disney Channel Brasil começaram a reproduzir a 2ª temporda da série.

### Escolha do elenco
"Fui convidado a fazer a série por causa de Top Model. O Juaca é meio que um Gaspar envelhecido, peguei coisas do outro personagem para compor este. Mas, apesar do surfe, os dois têm histórias muito diferentes: o Gaspar tinha cinco filhos, era um cara muito família; o Juaca perdeu um filho no mar e se culpa pela morte dele, então se isola do mundo"

—Nuno Leal Maia sobre seu personagem.
Juacas traz no elenco principal os atores André Lamoglia, Marino Canguçú, e Bruno Astuti no time dos Juacas, Eike Duarte, Juan Ciancio e Rafael Castro, no time dos Red Sharks, e as atrizes Larissa Murai, Isabela Souza e Mariana Azevedo, como as Sirenas. Entre as participações especiais, estão Suzy Rêgo, que interpreta Dona Juma, mãe de Brida, está sempre pronta para curar os males, Nuno Leal Maia, no papel do Professor Juaca, responsável pela formação dos maiores surfistas das últimas gerações e Clara Caldas como neta do Juaca e melhor amiga do Rafa Smor. Ainda interpretando na série o ator Guilherme Seta como Toco, um garoto sapeca e muito extrovertido que ama o surf. Junto com Mateus Mahmoud, como o Guga, uma inteligente criança.
Mineirinho e Filipinho foram convidados para participações especiais. Enquanto Filipe é convocado pela equipe Red Sharks para ajudá-los a vencer o concurso de popularidade promovido pela revista que cobre o campeonato, a Drop News, Mineirinho é um convidado VIP da abertura de uma exposição para autografar o Wetsuit Dourado – uma obra de arte, o wetsuit dos campeões. Além desses dois grandes nomes do surfe nacional, Juacas tem também Teco Padaratz que, além de consultor de surfe da série, é Cezinha, ex-surfista da lendária equipe Juacas, locutor do campeonato e da Radio Maral (rádio local de Itacaré na série), e Marina Werneck, que interpreta Luara, a chefe da tribo dos Furiosos que vive isolada em uma ilha, e também ataca como dublê da personagem Brida, da equipe Sirenas.
Para completar o time de dublês, Juacas contou com Picuruta Salazar como dublê do personagem Professor Juaca, interpretado por Nuno Leal Maia, Matheus Navarro como dublê do personagem principal, o Rafa Smor, João Luccas como dublê do personagem Billy, Pedro Norberto como dublê do personagem Jojó Mineiro, Niccolas Padaratz como dublê do antagonista Marcelo Mahla, Iago Silva como dublê do personagem Sebastian, Yagê Araújo como dublê do personagem Minhoca, Marina Rezende como dublê da personagem Leilane, e Jéssica Bianca como dublê da personagem Vivi. O surfista e shaper Guga Arruda, de Florianópolis, foi o responsável pelo treinamento do elenco antes das gravações.

### Música
| “ | Juacas conta uma história de superação e união que tem muito a ver com temas que a Supercombo sempre cantou. Estar nessa trilha tem sido muito legal e acaba sendo mais uma forma da gente se comunicar com o público, dessa vez num contexto diferente, na TV | ” |

Grande parte das músicas da trilha sonora são constituídas por canções da banda capixaba Supercombo. Além de interpretarem o tema de abertura, "Dropo o Mundo", a banda ainda colabora com cerca de 6 músicas para a trilha sonora da série. Sendo elas: "Amianto", "Sol da Manhã", "Dois na Estrada", "Não da Certo", "Chuva de Granito" e "Se eu Quiser".

## Enredo
A série retrata o universo do surf, tendo como ponto central os meses da temporada do CAOSS (Campeonatos Anuais Ondas Super Surfe) realizada anualmente em Itacaré, onde equipes de várias partes do mundo disputam intensamente o título, uma vez que é a principal porta de entrada brasileira para os maiores campeonatos internacionais profissionais. No passado, os Juacas, comandado pelo veterano Juaca (Nuno Leal Maia), se tornaram fenômeno ao vencerem a competição diversas vezes entre 1985 e 2000, quando uma tragédia colocou fim na equipe – o filho do professor morreu durante uma tempestade no campeonato. Dezessete anos após o acontecido, Rafa (André Lamoglia) chega ao campeonato para mostrar o seu talento e, após não conseguir entrar em nenhuma das equipes, decide formar a sua própria com o genial Billy (Bruno Astuti) e o mineiro Jojô (Marino Canguçú), que, apesar de ter um jeito atrapalhado pelo pouco contato com o mar, se mostra um grande surfista quando concentrado.
Fanáticos pelo legado dos Juacas no passado, os três rapazes conseguem descobrir o paradeiro de Juaca e o convencem a reativar a equipe com eles e treiná-los, colocando-os como foco do interesse público. Mesmo sem patrocinadores ou dinheiro para investir em uma super produção, a equipe conta com o talento bruto dos três rapazes. Os novos Juacas, porém, tem que lidar com duas equipes que disputam acirradamente o título anualmente e não estão dispostos a perder o favoritismo. O Red Sharks é formado pelos mau-caráteres Marcelo (Eike Duarte), Seba (Juan Ciancio) e Minhoca (Rafael Castro), sendo uma equipe high-tech com todo investimento em equipamentos de última geração e a gana de vencer custe o que custar, ainda que precisem usar de manobras sujas. Já a Sirenas é a primeira equipe formada apenas por garotas, Leilane (Larissa Murai), Vivi (Mariana Azevedo) e Brida (Isabela Souza), que lutam para provar o valor das mulheres no esporte e que são muito mais que um rosto bonito, sendo o oposto dos rivais e se tornando boas amigas dos Juacas. Os Juacas contam também com a ajuda de Kika (Clara Caldas), neta do professor Juaca, é fã de fotografia e melhor amiga do Rafa Smor.

## Exibição
A série estreou no dia 3 de julho de 2017 na  América Latina e Itália, pelos canais fechados no Disney Channel e Disney XD. A série foi exibida de 21 de outubro de 2017 a 14 de janeiro de 2018, no bloco do Mundo Disney no SBT. Em Portugal, estreou no dia 14 de maio de 2018 pelo canal fechado SIC K. Pouco depois do término da série, ela foi disponibilizada no serviço da Claro e da Net, Now. No dia 4 de agosto de 2018, a série foi disponibilizada no serviço de streaming Netflix.

## Elenco

### Principal
| Ator               | Personagem                        | Temporadas | Temporadas |
| Ator               | Personagem                        | 1ª 2017    | 2ª 2019    |
| ------------------ | --------------------------------- | ---------- | ---------- |
| André Lamoglia     | Rafael Santos Moreira (Rafa Smor) |            |            |
| Bruno Astuti       | Bernardo de Souza (Billy)         |            |            |
| Marino Canguçú     | João Joilton Mineiro (Jojó)       |            |            |
| Eike Duarte        | Marcelo Mahla                     |            |            |
| Gabriel Chadan     | Marcelo Mahla                     |            |            |
| Juan Ciancio       | Sebastián López (Seba)            |            |            |
| Rafael Castro      | Mario de Lima (Minhoca)           |            |            |
| Larissa Murai      | Leilane Villanova                 |            |            |
| Mari Azevedo       | Viviane Leme (Vivi)               |            |            |
| Nuno Leal Maia     | Treinador Augusto Juaca           |            |            |
| Suzy Rêgo          | Janice Januário (Juma)            |            |            |
| Teco Padaratz      | Cézar Maral (Cezinha)             |            |            |
| Clara Caldas       | Kátia Kameha Juaca (Kika)         |            |            |
| Guilherme Seta     | Toco Maral                        |            |            |
| Mateus Mahmoud     | Guga                              |            |            |
| Isabela Souza      | Brida Januário                    |            |            |
| Eduardo Gil        | Treinador Pigmeu                  |            |            |
| Fellipe Guadanucci | Robert Nisson                     |            |            |
| Carolina Oliveira  | Nanda                             |            |            |
| Gabriel Falcão     | Enzo                              |            |            |
| Branca Previliato  | Giuliana                          |            |            |
| Iran Malfitano     | Marcondes Juaca / Kaike Gazin     |            |            |

### Recorrente
| Ator               | Personagem              | Temporadas | Temporadas |
| Ator               | Personagem              | 1ª 2017    | 2ª 2019    |
| ------------------ | ----------------------- | ---------- | ---------- |
| Isaías Barbosa     | Warley Mahla            |            |            |
| Larisse Lima       | Dayane Mahla            |            |            |
| Naydiane Lima      | Naydiane Mahla          |            |            |
| Joaquín Berthold   | Gary López              |            | part.      |
| Kiko Pissolato     | Bruno Fagundes          |            | part.      |
| Fernando Vieira    | Marco Santos Moreira    |            |            |
| Ágata Dias         | Lurdes Maria (Lurdinha) |            |            |
| Angela Peres       | Valentina               |            |            |
| Gabriella Saraivah | Mel                     |            |            |
| Érica Prado        | Nati                    |            |            |

### Participações especiais
| Ator             | Personagem  |
| ---------------- | ----------- |
| Valentina Zenere | Ambar Smith |
| Mineirinho       | Ele mesmo   |
| Filipe Toledo    | Ele mesmo   |

## Episódios
| Temporada | Temporada | Episódios | Episódios | Exibição original   | Exibição original   |
| Temporada | Temporada | Episódios | Episódios | Estreia             | Final               |
| --------- | --------- | --------- | --------- | ------------------- | ------------------- |
|           | 1         | 26        | 26        | 3 de julho de 2017  | 4 de agosto de 2017 |
|           | 2         | 26        | 26        | 22 de abril de 2019 | 2 de agosto de 2019 |

## Transmissão pelo mundo

### Disney Channel
| País | Canal                         | Estreia            | Título                      | Ref.   |
| --- | ----------------------------- | ------------------ | --------------------------- | ------ |
| Brasil | Disney Channel Brasil         | 3 de julho de 2017 | Juacas                      | [ 11 ] |
| Brasil | Disney XD Brasil              | 3 de julho de 2017 | Juacas                      | [ 11 ] |
| Argentina · Bolívia · Chile · Colômbia · Costa Rica · Cuba · El Salvador · Equador · Guatemala · Honduras · México · Nicarágua · Panamá · Paraguai · Peru · República Dominicana · Uruguai · Venezuela | Disney Channel América Latina | 3 de julho de 2017 | Juacas                      | [ 12 ] |
| Argentina · Bolívia · Chile · Colômbia · Costa Rica · Cuba · El Salvador · Equador · Guatemala · Honduras · México · Nicarágua · Panamá · Paraguai · Peru · República Dominicana · Uruguai · Venezuela | Disney XD América Latina      | 3 de julho de 2017 | Juacas                      | [ 12 ] |
| Itália | Disney Channel Itália         | 3 de julho de 2017 | Juacas - I ragazzi del surf | [ 13 ] |

### Outras emissoras
| País       | Canal     | Estreia                | Título | Ref.   |
| ---------- | --------- | ---------------------- | ------ | ------ |
| Brasil     | SBT       | 21 de outubro de 2017  | Juacas | [ 14 ] |
| Angola     | DStv Kids | 18 de dezembro de 2017 | Juacas | [ 15 ] |
| Moçambique | DStv Kids | 18 de dezembro de 2017 | Juacas | [ 15 ] |
| Portugal   | SIC K     | 14 de maio de 2018     | Juacas | [ 16 ] |